# Fuji KM-2
Die Fuji KM-2 ist ein von Fuji Heavy Industries hergestelltes propellergetriebenes zwei- bis viersitziges Schul- und Verbindungsflugzeug, das aus der in Lizenz gefertigten Beech T-34 Mentor entwickelt wurde.

## Geschichte und Entwicklung
Fuji Heavy Industries wurde im Juli 1952 als Nachfolgeunternehmen des Flugzeugherstellers Nakajima Hikōki gegründet und fertigte als erstes Produkt in Lizenz das Schulflugzeug Beech T-34 für die japanischen Selbstverteidigungsstreitkräfte.
Hieraus entwickelte Fuji das viersitzige Verbindungsflugzeug LM-1 Nikko, das von einem 225 PS starken Continental-O-470-Motor angetrieben wurde. Mit Einführung des 340 PS leistenden Lycoming-O-480-Motors erfolgte die Umbenennung in Fuji LM-2. Sowohl die LM-1 als auch die LM-2 wurden von den japanischen Bodenselbstverteidigungsstreitkräften verwendet.
Die KM-2 war eine viersitzige zivile Version des LM-1, ausgestattet mit dem leistungsstärkeren Lycoming-Motor, der später von der LM-2 verwendet wurde. Die KM wurde von der japanischen Regierung für die zivile Pilotenausbildung verwendet, woraus die KM-2 als zweisitzige Trainer mit nebeneinander eingebauten Sitzen entwickelt wurde.
60 Maschinen wurden von den Meeresselbstverteidigungsstreitkräften als Anfängerschulflugzeug und zwei weitere von den Bodenselbstverteidigungsstreitkräften als TL-1 gekauft.
Die KM-2B ist eine Weiterentwicklung der KM-2 für den Einsatz als Schulflugzeug bei den Luftselbstverteidigungsstreitkräften. Es kombiniert den Aufbau und Motor des KM-2 mit dem Tandem-Cockpit der T-34 Mentor und wurde als Fuji T-3 bezeichnet.

## Militärische Nutzer
Japan
Luftselbstverteidigungsstreitkräfte
Bodenselbstverteidigungsstreitkräfte
Meeresselbstverteidigungsstreitkräfte

## Technische Daten
| Kenngröße             | Daten                        |
| --------------------- | ---------------------------- |
| Besatzung             | 2–4                          |
| Länge                 | 8,04 m                       |
| Spannweite            | 10,0 m                       |
| Höhe                  | 2,96 m                       |
| Leermasse             | 1120 kg                      |
| max. Startmasse       | 1510 kg                      |
| Höchstgeschwindigkeit | 377 km/h                     |
| Reichweite            | 965 km                       |
| Triebwerk             | Boxermotor Lycoming IGSO-480 |
| Leistung              | 254 kW (340 WPS)             |